# Wichita (tribu)
Los wichita son una tribu india de lengua caddoana, cuyo nombre provenía del choctaw wia-chitoh 'árbol grande', pero que se hacían llamar kitikitish, 'gente del ojo del oso', por la pintura que llevaban en la cara. Más tarde reunieron los restos de otras dos tribus caddo, los tawakoni, nombre que quería decir 'río que tuerce hacia la arena roja de la colina', y los waco, nombre que procede de wahiko, deformación de México, ya que a menudo guerreaban con los coahuiltecos de  México. 

## Localización
Los wichita vivían en las orillas del río Arkansas (Texas) y en las montañas Wichita (Oklahoma); los tawakoni vivían en la confluencia de los ríos Arkansas y Cimarrón, y los waco cerca del actual condado de Waco. Actualmente todos viven en la Wichita Tribe Federal Trust Area del condado de Caddo (Oklahoma). 

## Demografía

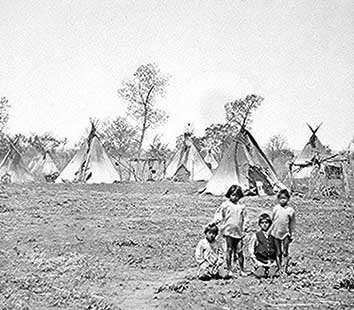
Campamento wichita, 1904.

Hacia 1780 les calcularon un número de 3200 miembros, mientras que los tawakoni eran 1200 en 1822. Pero la viruela los redujo a 1800 en 1840. En 1902 sólo quedaban 310 individuos. En 1960 había 460 en Oklahoma, y en 1970 se contaban unos 250 wichita, 190 tawakoni y 60 waco. En 1980 sumaban un total de 750 individuos. 
Según datos de la BIA de 1995, en la Reserva Wichita de Oklahoma (agencia Anadarko) vivían 946 individuos (1798 apuntados al rol tribal). Según el censo de 2000, en total había 1936, de los cuales sólo 14 eran waco y 5 tawakoni.

## Costumbres

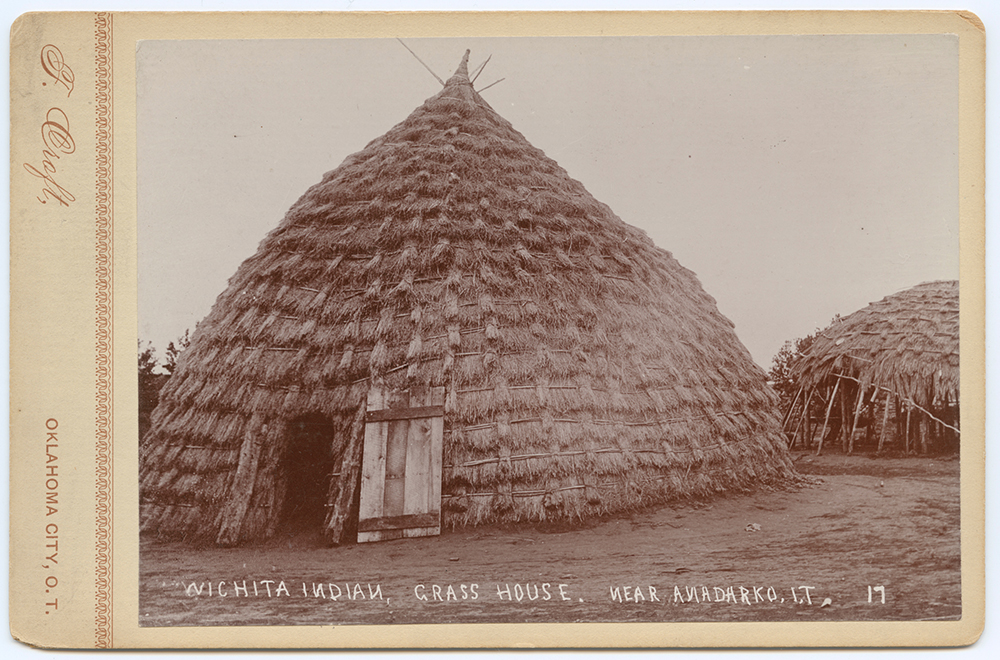
Casa Wichita de césped.

Eran buenos agricultores de maíz, calabazas y guisantes, y también cazaban búfalos. Vivían en casas comunales hechas con palos cubiertos de paja y cerradas con hierba, pero durante las temporadas de caza vivían en tipis de piel.
También tenían la costumbre de tatuarse, hecho por el cual fueron llamados por los franceses Panis Piqués. Tenían fama de honestos y hospitalarios. 
Su principal ceremonia era la danza del Maíz Verde. Vestían ropas de piel de ciervo o de búfalo. También rendían culto a las estrellas.

## Historia

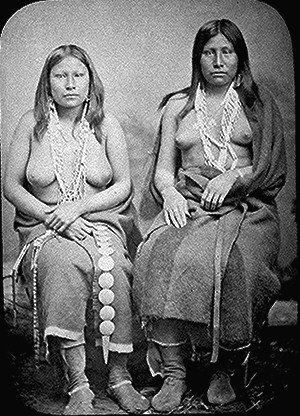
Jóvenes wichita por William S. Soule, 1870.

En 1541 ya fueron visitados por Juan Vázquez de Coronado, quien les llamó quiviras. Hacia 1772 se establecieron en la actual Wichita Falls, donde eran poderosos, mientras que los tawakoni lo hacían en su territorio actual en 1719, pero en 1730 se trasladaron con los waco a las orillas del Brazos por presión de franceses y españoles.
Durante las negociaciones de Camp Holmes de 1835 de los EE. UU. con las tribus de la llanura, la visión de 300 casas de hierba impresionó a los blancos, pero en 1837 fueron diezmados por una epidemia de viruela, que los redujo a la mitad. Por otro lado, aunque ayudaron a los tejanos en su independencia, éstos les presionaron cada vez más para tomar sus tierras.
En 1855 tawakoni y waco se unieron a los wichita cerca de Fort Belknap, de donde fueron expulsados por los tejanos en 1859 y trasladados al norte del río Washita. Vivieron en Oklahoma, y durante la Guerra Civil de los Estados Unidos lucharon a favor de la Unión, lo que les provocó la enemistad de las otras tribus «civilizadas» (creek, choctaw y cherokee). En 1863 se vieron obligados a huir a Kansas, de donde volvieron en 1867, y se establecieron en la reserva Andarko, cuyos límites fueron establecidos en 1891.
Esta reserva, sin embargo, fue parcelada en 1887 por la Allotment Act y, con la creación del Estado de Oklahoma, desapareció. 
En 1973 un wichita veterano de Vietnam, Stan Holden, fue jefe de seguridad de la AIM en Wounded Knee. En 2004 Gary Mc Adam era el presidente tribal.

## Enlaces
- Wikimedia Commons alberga una categoría multimedia sobre los wichita.
- (en inglés) Historia de los wichita de Texas
- (en inglés) Página oficial

- Datos: Q1425238
- Multimedia: Wichita people / Q1425238